# マルコ・トゥミネッロ
マルコ・トゥミネッロ（Marco Tumminello，1998年11月6日 - ）は、イタリア・エーリチェ出身のサッカー選手。FCクロトーネ所属。ポジションはフォワード。

## 経歴
ASローマのユース出身で、2016年1月6日、セリエA18節のキエーヴォ戦で途中出場しトップチームでデビューした。
2017年8月31日、セリエA・FCクロトーネにレンタル移籍した。
2018年6月22日、アタランタBCに移籍することが発表された。移籍金は500万ユーロ。2018-19シーズンは1300万ユーロ、2019-20シーズンは1500万ユーロでの買戻しオプションが付けられ、また、将来500万ユーロ以上の移籍金で移籍する場合、500万ユーロの超過分の50パーセントをローマが受け取る。
2019年1月28日、USレッチェにシーズン終了までのレンタルで移籍した。
2021年1月22日、アタランタからセリエBのS.P.A.L.にレンタルで加入した。
2022年8月17日、FCクロトーネに4年契約で復帰した。